# Guillaume-François Le Trosne

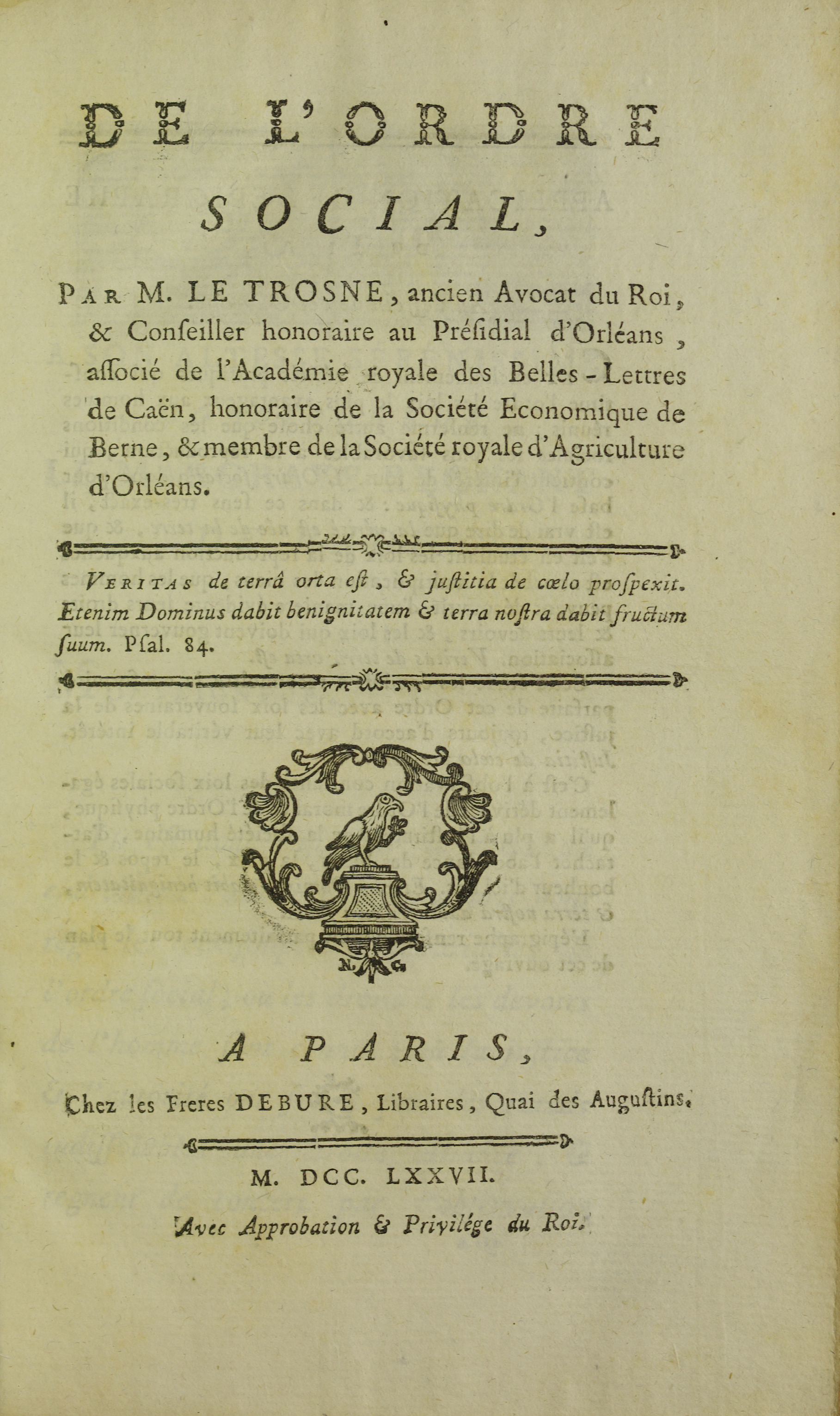
De l'ordre social, 1777

Guillaume-Francois Le Trosne, (ur. 13 października 1728  w Orleanie, a zm. 26 maja 1780  w Paryżu), jest francuskim prawnikiem i ekonomistą, który pozostaje jedną z głównych postaci fizjokracji, szkoły myślenia założonej przez Francois Quesnay i markiza de Mirabeau w lipcu 1757. Krytykował poglądy merkantylistów. Le Trosne jako jeden z pierwszych ekonomistów posługiwał się pojęciem kapitału.

## Wybrane dzieła
- Mémoire sur les vagabonds et les mendiants, 1764.
- Éloge historique de M. Pothier, conseiller au présidial d’Orléans et professeur de droit françois en l’Université de la même ville, 1773.
- De l’ordre social, 1777.
- De l’intérêt social, 1777.
- Vues sur la justice criminelle, 1777.
- De l’administration provinciale et de la réforme de l’impôt, 1779.